# Nico Van Kerckhoven
Nico Van Kerckhoven (ur. 14 grudnia 1970 w Lier) – belgijski piłkarz występujący na pozycji obrońcy lub pomocnika.

## Kariera klubowa
Nico Van Kerckhoven zawodową karierę rozpoczynał w 1990 roku w zespole Lierse SK. Grał tam przez osiem sezonów, w czasie których wystąpił w 212 meczach i strzelił 23 gole. W sezonie 1996/1997 Nico wraz z drużyną "De Pallieters" wywalczył mistrzostwo kraju, w tym samym roku zdobył także Superpuchar Belgii. Latem 1998 roku Van Kerckhoven trafił do Bundesligi, gdzie podpisał kontrakt z FC Schalke 04. Razem z "Die Königsblauen" belgijski zawodnik dwa razy z rzędu zdobywał Puchar Niemiec - w 2001 i 2002 roku. Łącznie dla Schalke Van Kerckhoven w trakcie sześciu sezonów zaliczył 134 występy. Kolejnym klubem w karierze wychowanka Lierse była Borussia Mönchengladbach, w której  występował w sezonie 2004/2005. Zespół "Die Fohlen" zajął piętnastą lokatę w tabeli Bundesligi, a po zakończeniu sezonu Belg postanowił wrócić do kraju. Latem 2005 roku podpisał umowę z K.V.C. Westerlo. W drużynie tej od początku grał w podstawowej jedenastce. Westerlo przez trzy lata z rzędu kończyło ligowe zmagania w środku tabeli. Karierę piłkarską zakończył w 2010 roku.

## Kariera reprezentacyjna
W reprezentacji Belgii Van Kerckhoven zadebiutował 29 maja 1996 roku w zremisowanym 2:2 spotkaniu z Włochami. W 1998 roku Georges Leekens powołał go na mistrzostwa świata, na których Belgowie nie zdołali wyjść z grupy. Na mundialu tym  wystąpił tylko w ostatnim spotkaniu przeciwko Korei Południowej, w którym zagrał pełne 90 minut. W 2000 roku belgijski piłkarz pojechał na mistrzostwa Europy, w których "Czerwone Diabły" także zostały wyeliminowane już w pierwszej fazie turnieju. Ostatnią międzynarodową imprezą w karierze Van Kerckhovena były mistrzostwa świata w 2002 roku, na których Belgowie zajęli drugie miejsce w grupie i awansowali do 1/8 finału. W tej fazie turnieju zespół Roberta Waseige przegrał 2:0 z późniejszymi zwycięzcami mundialu – Brazylijczykami. Van Kerckhoven w drużynie narodowej zaliczył łącznie 42 występy i zdobył 3 gole.